# 时间分集
时间分集（英語：time diversity）是一种将同一信号在不同的时刻重复传送的分集技术。时间分集主要应用于克服数字信号传输的衰落，如移动信道中由多普勒效应引起的信号衰落，移动信道产生的原因有移动的接收机、发射机或障碍物。
如果各次发送的时间间隔 {\displaystyle \Delta T\,\!} 足够大（大于相干时间），那么信道的衰落就相对独立：
式中 {\displaystyle f_{m}\,\!} 为衰落频率，{\displaystyle v\,\!} 为移动台运动速度，{\displaystyle \lambda \,\!} 为工作波长。当移动信道处于静止状态时，即 {\displaystyle v=0\,\!} ，时间分集则失效。